# The Rose of England (musikalbum)
The Rose of England är ett musikalbum av Nick Lowe, lanserat 1985 under gruppnamnet Nick Lowe & His Cowboy Outfit. I Europa gavs det ut på skivbolaget F-Beat, medan det i Nordamerika gavs ut på Columbia Records. Albumet innehåller en nyinspelning av låten "I Knew the Bride", som tidigare lanserats av Dave Edmunds på hans album Get It 1977. Lowes inspelning, där Huey Lewis and the News medverkar kom att bli en mindre hit i USA där den nådde plats 77 på Billboard Hot 100-listan.

## Låtlista
(låtar utan angiven upphovsman av Nick Lowe)
1. "Darlin' Angel Eyes" – 2:45
2. "She Don't Love Nobody" (John Hiatt) – 3:23
3. "7 Nights to Rock" (Henry Glover, Louis Innis, Buck Trail) – 2:44
4. "Long Walk Back" (instrumental) (Lowe, Martin Belmont, Paul Carrack, Bobby Irwin) – 3:54
5. "The Rose of England" – 3:26
6. "Lucky Dog" – 3:08
7. "I Knew the Bride (When She Used to Rock & Roll)" – 4:26
8. "Indoor Fireworks" (Elvis Costello) – 3:28
9. "(Hope to God) I'm Right" – 2:41
10. "I Can Be the One You Love" – 4:02
11. "Everyone" (Leslie Ball, Gary Rue) – 3:05
12. "Bo Bo Skediddle" (Webb Pierce, Wayne Walker) – 3:03

## Listplaceringar
- Billboard 200, USA: #119
- Topplistan, Sverige: #49[1]